# The Winner Is... (Italia)
The Winner Is... - Il Vincitore è... è stato un programma televisivo italiano, trasmesso in prima serata su Canale 5 dal 17 novembre 2012 al 13 luglio 2017, con la conduzione di Gerry Scotti.
Il programma è la versione italiana dell'omonimo format tedesco-olandese ideato da John de Mol, prodotto per l'Italia dalla Fascino PGT nella prima edizione e dalla Toro Produzioni nella seconda. Gli autori della prima edizione sono stati: Mauro Monaco, Giona Peduzzi, Barbara Cappi, Pasquale Romano ed Ermanno Labianca. La regia è di Andrea Vicario.
La prima edizione è stata vinta da Daniela Ciampitti. La trasmissione ebbe un ottimo successo al punto tale da programmare una seconda edizione prevista originariamente per l'autunno 2013. Ma sia per i motivi di budget che per la messa in onda di Italia's Got Talent (altro talent show in cui partecipa Gerry Scotti) tale progetto è stato accantonato.
Nel 2017 Mediaset ha realizzato una nuova edizione in onda dal 15 giugno 2017, sempre con la conduzione di Gerry Scotti ma con la partecipazione di Mara Maionchi e Alfonso Signorini.

## Il programma
A ogni puntata partecipavano otto concorrenti,provenienti dal vasto mondo dei cantanti emergenti, come il vincitore Salvatore Lampitelli o Valentina Borchi o vecchie glorie come Alessandro Canino , che si sfidano in duelli interpretando dal vivo canzoni famose, italiane e non, supportati, comunque, dall'uso di strumenti elettronici di intonazione automatica. Al termine dell'esibizione, la giuria composta da 101 elementi capitanata da Mara Maionchi (che è l'unica che ha diritto di parola, ma il cui voto è uguale a quello degli altri), vota segretamente la performance che ha preferito. Il conduttore, prima di rendere pubblico il risultato, offre ai concorrenti una scelta: accettare una cifra in denaro - e in questo caso rinunciare a proseguire nella gara indipendentemente da quello che sarà il risultato - oppure rinunciare al denaro, credere nel proprio talento e accettare il verdetto della giuria. I concorrenti possono consultarsi nella difficile scelta con parenti e amici e conoscere in anticipo il voto di uno o più giurati.
A ogni puntata, con un meccanismo a imbuto, i concorrenti che superavano la prima sfida affrontavano le altre manche e spesso capita che la "tentazione" verso l'offerta di denaro cresce. Nell'ultima manche, dove si decretava il vincitore della puntata, la tensione saliva alle stelle: i due concorrenti che superavano tutte le manche precedenti senza lasciarsi tentare dai contanti si sfidavano per guadagnarsi un posto nella finalissima. Ma l'offerta saliva ed è sempre più difficile credere così fermamente in sé stessi da rifiutare una cifra di denaro così allettante. Alla fine di ogni puntata arrivava un riconoscimento al vincitore da parte dell'etichetta Universal Music che pubblicava il suo singolo su iTunes. Infine il vincitore assoluto del programma otteneva 150000 € come premio finale.

## Edizioni
| Edizione | Periodo          | Periodo         | Rete televisiva | Puntate | Conduzione   | Co-conduzione | Opinionista       | Vincitore            | Regia          | Studio                                    |
| Edizione | Inizio           | Fine            | Rete televisiva | Puntate | Conduzione   | Co-conduzione | Opinionista       | Vincitore            | Regia          | Studio                                    |
| -------- | ---------------- | --------------- | --------------- | ------- | ------------ | ------------- | ----------------- | -------------------- | -------------- | ----------------------------------------- |
| 1ª       | 17 novembre 2012 | 8 dicembre 2012 | Canale 5        | 4       | Gerry Scotti | Rudy Zerbi    | —                 | Daniela Ciampitti    | Andrea Vicario | Studio 8 del Centro Titanus Elios di Roma |
| 2ª       | 15 giugno 2017   | 13 luglio 2017  | Canale 5        | 5       | Gerry Scotti | Mara Maionchi | Alfonso Signorini | Salvatore Lampitelli | Roberto Cenci  | Le Robinie Studio (Cologno Monzese)       |

## Audience
| Edizione | Rete televisiva | Anno | Stagione         | Programmazione | Programmazione | Programmazione | Programmazione | Programmazione | Programmazione | Programmazione | Collocazione | Telespettatori | Share  | Premiere       | Premiere | Finale         | Finale |
| Edizione | Rete televisiva | Anno | Stagione         | L              | M              | M              | G              | V              | S              | D              | Collocazione | Telespettatori | Share  | Telespettatori | Share    | Telespettatori | Share  |
| -------- | --------------- | ---- | ---------------- | -------------- | -------------- | -------------- | -------------- | -------------- | -------------- | -------------- | ------------ | -------------- | ------ | -------------- | -------- | -------------- | ------ |
| 1ª       | Canale 5        | 2012 | autunno          |                |                |                |                |                |                |                | Prima serata | 4 361 000      | 18,88% | 4 394 000      | 18,64%   | 4 649 000      | 20,39% |
| 2ª       | Canale 5        | 2017 | primavera-estate |                |                | 2 698 000      | 16,06%         | 2 768 000      | 16,20%         | 2 721 000      | Prima serata | 16,80%         |        |                |          |                |        |